# Chazelet
Chazelet és un municipi francès, situat al departament de l'Indre i a la regió de Centre – Vall del Loira. L'any 2007 tenia 122 habitants.

## Demografia

### Població
El 2007 la població de fet de Chazelet era de 122 persones. Hi havia 57 famílies, de les quals 20 eren unipersonals (8 homes vivint sols i 12 dones vivint soles), 21 parelles sense fills, 4 parelles amb fills i 12 famílies monoparentals amb fills.
La població ha evolucionat segons el següent gràfic:
Habitants censats

### Habitatges
El 2007 hi havia 108 habitatges, 60 eren l'habitatge principal de la família, 27 eren segones residències i 21 estaven desocupats. 106 eren cases i 2 eren apartaments. Dels 60 habitatges principals, 51 estaven ocupats pels seus propietaris, 5 estaven llogats i ocupats pels llogaters i 4 estaven cedits a títol gratuït; 1 tenia una cambra, 2 en tenien dues, 12 en tenien tres, 24 en tenien quatre i 22 en tenien cinc o més. 41 habitatges disposaven pel capbaix d'una plaça de pàrquing. A 36 habitatges hi havia un automòbil i a 17 n'hi havia dos o més.

### Piràmide de població
La piràmide de població per edats i sexe el 2009 era:
| Homes | Edats   | Dones |
| ----- | ------- | ----- |
| 0     | 95 o +  | 0     |
| 0     | 90 a 94 | 0     |
| 0     | 85 a 89 | 0     |
| 0     | 80 a 84 | 0     |
| 8     | 75 a 79 | 8     |
| 4     | 70 a 74 | 8     |
| 12    | 65 a 69 | 8     |
| 0     | 60 a 64 | 4     |
| 0     | 55 a 59 | 4     |
| 4     | 50 a 54 | 0     |
| 0     | 45 a 49 | 0     |
| 4     | 40 a 44 | 0     |
| 8     | 35 a 39 | 12    |
| 12    | 30 a 34 | 4     |
| 4     | 25 a 29 | 4     |
| 0     | 20 a 24 | 4     |
| 4     | 15 a 19 | 0     |
| 4     | 10 a 14 | 0     |
| 0     | 5 a 9   | 4     |
| 8     | 0 a 4   | 4     |

## Economia
El 2007 la població en edat de treballar era de 62 persones, 40 eren actives i 22 eren inactives. De les 40 persones actives 37 estaven ocupades (23 homes i 14 dones) i 3 estaven aturades (1 home i 2 dones). De les 22 persones inactives 12 estaven jubilades, 4 estaven estudiant i 6 estaven classificades com a «altres inactius».

### Ingressos
El 2009 a Chazelet hi havia 58 unitats fiscals que integraven 125 persones, la mediana anual d'ingressos fiscals per persona era de 14.211 €.

### Activitats econòmiques
Dels 4 establiments que hi havia el 2007, 1 era d'una entitat de l'administració pública i 3 d'empreses classificades com a «altres activitats de serveis».
L'any 2000 a Chazelet hi havia 13 explotacions agrícoles que ocupaven un total de 930 hectàrees.

## Poblacions més properes
El següent diagrama mostra les poblacions més properes.